# InterCity 225
L'InterCity 225 est le train le plus rapide du Royaume-Uni en service intérieur. Il comprend une locomotive électrique Classe 91, neuf voitures Mark IV et une voiture pilote. La locomotive Classe 91 a été fabriquée par BREL dans son usine de Crewe dans la continuation du projet Advanced passenger train qui fut abandonné au cours des années 1980. 

## Histoire
L'InterCity 225 a été mis en service par British Rail sur la ligne East Coast Main Line en 1990. Ces trains empruntent aussi un petit tronçon de la West Coast Main Line entre  Glasgow et Carstairs.  En 1996, lors de la privatisation de British Rail, tout le parc existant des InterCity 225 a été vendu à HSBC Rail, qui le loue actuellement à la compagnie GNER.
L'InterCity 225 est encore potentiellement, avec une vitesse de pointe de 225 km/h, le train le plus rapide circulant en service intérieur au Royaume-Uni ; lors d'une marche d'essai sur la Stoke Bank entre Peterborough et Grantham, un Intercity 225 a atteint la vitesse de 260 km/h. À l'exception de la ligne nouvelle Channel Tunnel Rail Link, le système de signalisation britannique ne permet normalement pas de vitesse supérieure à 200 km/h, principalement du fait des systèmes de freinage utilisés. L'Advanced passenger train du début des années 1980 utilisait un système de freins hydrocinétiques lui permettant de freiner à des vitesses supérieures à 200 km/h en respectant les distances d'arrêt imposées.
Ce projet aurait dû à l'origine s'appeler APT-U, mais ce nom fut abandonné à la suite de l'échec du projet précédent des trains APT-P et de la publicité négative qui s'ensuivit.
Le projet prit alors le nom d'InterCity 225.

## L'avenir

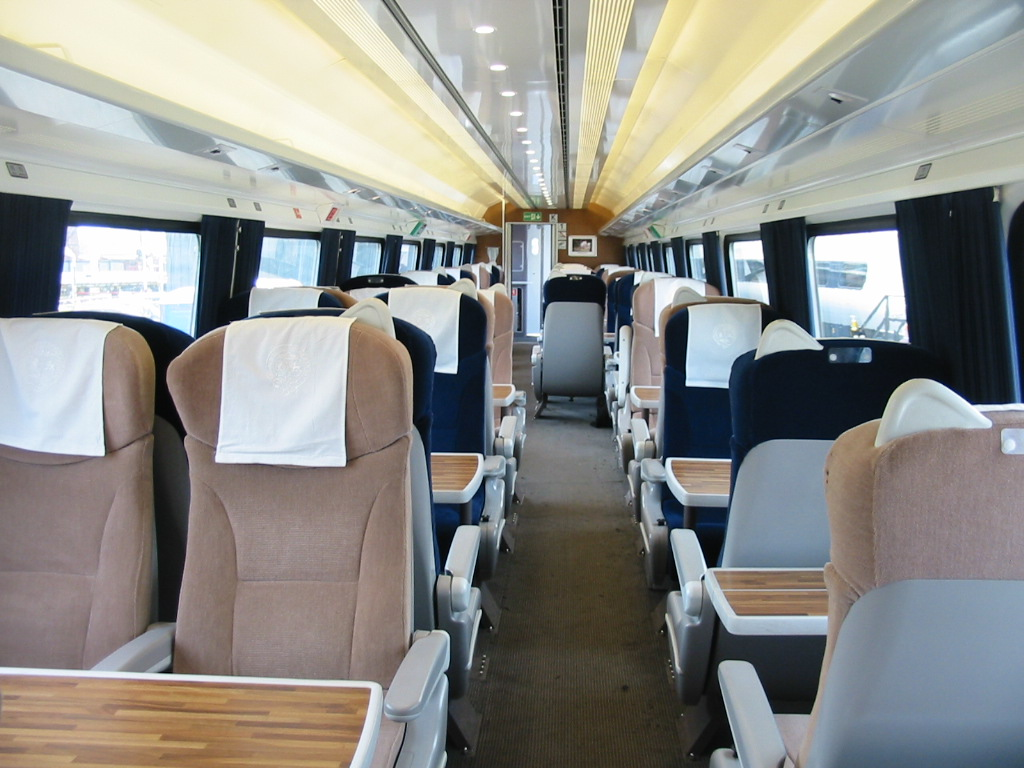
Une voiture de première classe modernisée.

GNER et Bombardier Transport se sont associés depuis fin 2003 pour mener à bien un programme de reconstruction complète et de réaménagement des voitures Mark IV, baptisé projet Mallard. Les trains composés de ces voitures reconstruites sont connus sous le nom de rames Mallard, pour les distinguer des Intercity 225 non modernisés ; ce nom évoque les locomotives à vapeur Mallard construites dans les années 1930 par le prédécesseur de GNER, le London and North Eastern Railway, qui détiennent encore le record du monde de vitesse en traction à vapeur.
Les rames Mallard se reconnaissent à leur livrée, avec les portières des voitures peintes en rouge GNER au lieu du bleu des voitures non modifiées. À l'intérieur, les voitures ont subi une légères retouches portant par exemple sur les toilettes, la voiture bar et kiosque, la largeur des portières pour les fauteuils roulants et ont reçu un nouveau style de sièges et de tables.
Les Mallards offrent aussi une prise électrique pour deux sièges, et actuellement la moitié environ de ces trains disposent d'un accès Wi-Fi 802.11b à Internet (gratuit en première classe et contre 10 £ environ pour trois heures d'utilisation en seconde classe). La connexion sans fil à Internet fut lancée à titre d'essai à partir de décembre 2003 et introduite en service normal à partir d'avril 2004, premier service de l'espèce au Royaume-Uni, bien que des services semblables soient maintenant offerts par Virgin Trains et Southern.
Depuis avril 2006, la totalité du parc a été transformé en Mallards.